# 2-Ethylhexan-1,3-diol
2-Ethylhexan-1,3-diol (auch vereinfacht Ethylhexandiol) ist eine Mischung mehrerer isomerer organisch-chemischer Verbindungen aus der Gruppe der Alkandiole.

## Stereochemie
Das Molekül weist zwei Stereozentren auf, am 2. und am 3. Kohlenstoff, so dass vier stereoisomere Verbindungen vom Ethylhexandiol existieren:
- (2R,3R)-2-Ethylhexan-1,3-diol[S 1]
- rel-(2R,3R)-2-Ethylhexan-1,3-diol[S 2]
- (2S,3S)-2-Ethylhexan-1,3-diol[S 3]
- (2R,3S)-2-Ethylhexan-1,3-diol[S 4]
- rel-(2R,3S)-2-Ethylhexan-1,3-diol[S 5]
- (2S,3R)-2-Ethylhexan-1,3-diol[S 6]

## Darstellung
Die Synthese von Ethylhexandiol kann durch Kondensation von Butanal mit Magnesiumaluminiumethoxid und anschließender Hydrolyse des entstandenen Esters erfolgen. Ein anderer Ansatz ist die Hydrierung von Butyraldol (2-Ethyl-3-hydroxyhexanal). Ausgangsverbindungen der industriellen Produktion sind Chemikalien der Petrochemie.

## Verwendung
Es wird als Gemisch der vier stereoisomeren Formen als Repellent gegen Insekten (besonders wirksam gegen Aedes), Kühlschmiermittel und als Emolliens verwendet.

## Externe Links zu erwähnten Verbindungen
1. ↑  Externe Identifikatoren von bzw. Datenbank-Links zu (2R,3R)-2-Ethylhexan-1,3-diol:  CAS-Nr.: 1932140-05-0, PubChem: 6951322, ChemSpider: 5324228, Wikidata: Q133747813.
2. ↑  Externe Identifikatoren von bzw. Datenbank-Links zu rel-(2R,3R)-2-Ethylhexan-1,3-diol:  CAS-Nr.: 10017-84-2, Wikidata: Q133747917.
3. ↑  Externe Identifikatoren von bzw. Datenbank-Links zu (2S,3S)-2-Ethylhexan-1,3-diol:  CAS-Nr.: nicht vergeben, ChemSpider: 5324226, Wikidata: Q133758765.
4. ↑  Externe Identifikatoren von bzw. Datenbank-Links zu (2R,3S)-2-Ethylhexan-1,3-diol:  CAS-Nr.: 1927903-01-2, PubChem: 6951321, ChemSpider: 5324227, Wikidata: Q133747946.
5. ↑  Externe Identifikatoren von bzw. Datenbank-Links zu rel-(2R,3S)-2-Ethylhexan-1,3-diol:  CAS-Nr.: 4780-68-1, Wikidata: Q133748010.
6. ↑  Externe Identifikatoren von bzw. Datenbank-Links zu (2R,3S)-2-Ethylhexan-1,3-diol:  CAS-Nr.: 2166222-20-2, PubChem: 7057924, ChemSpider: 5414324, Wikidata: Q133747972.